# Husqvarna-ZVVZ
L'equip Husqvarna-ZVVZ (codi UCI: HUS) va ser un equip ciclista txec, que va competir professionalment el 1996. L'any següent es va fusionar amb l'equip Giant-AIS.

## Principals victòries
- Bratislava-Budapest-Belgrad: Slawomir Heger (1996)

### Grans Voltes
- Tour de França
  - 0 participacions
- Giro d'Itàlia
  - 0 participacions
- Volta a Espanya
  - 0 participacions

## Classificacions UCI
La següent classificació estableix la posició de l'equip en finalitzar la temporada.
| Temporada | Classificació per equips | Millor ciclista en la classificació individual |
| --------- | ------------------------ | ---------------------------------------------- |
| 1996      | 43è                      | Frantisek Trkal (132è)                         |